# Burujón (kommunhuvudort)
Burujón är en kommunhuvudort i Spanien.   Den ligger i provinsen Toledo och regionen Kastilien-La Mancha, i den centrala delen av landet, 80 km sydväst om huvudstaden Madrid. Burujón ligger 500 meter över havet och antalet invånare är 1 449.
Terrängen runt Burujón är platt. Runt Burujón är det glesbefolkat, med 19 invånare per kvadratkilometer. Närmaste större samhälle är La Puebla de Montalbán, 6,8 km sydväst om Burujón. Trakten runt Burujón består till största delen av jordbruksmark.